# Змееголовник тычиночный
Змееголовник тычиночный (лат. Dracocephalum stamineum) — вид растений рода Змееголовник (Dracocephalum) семейства Яснотковые (Lamiaceae).

## Распространение и экология
Распространен от Восточного Казахстана до Западного Тибета и Индии; основной часть ареала находится в пределах Средней Азии. Высокогорное растение, которое на более низкой высоте распространено в северной части ареала, где спускается почти до 2000 м, а на юге поднимается до верхнего предела растительности, — на Памире до 4200 м, в Западных Гималаях до 5280 м. В районах Средней Азии встречается преимущественно в поясе альпийских и субальпийских лугов, в полосе гляциальной растительности, а также в высокогорной холодной пустыне Памира, обычно на каменистых субстратах.

## Ботаническое описание

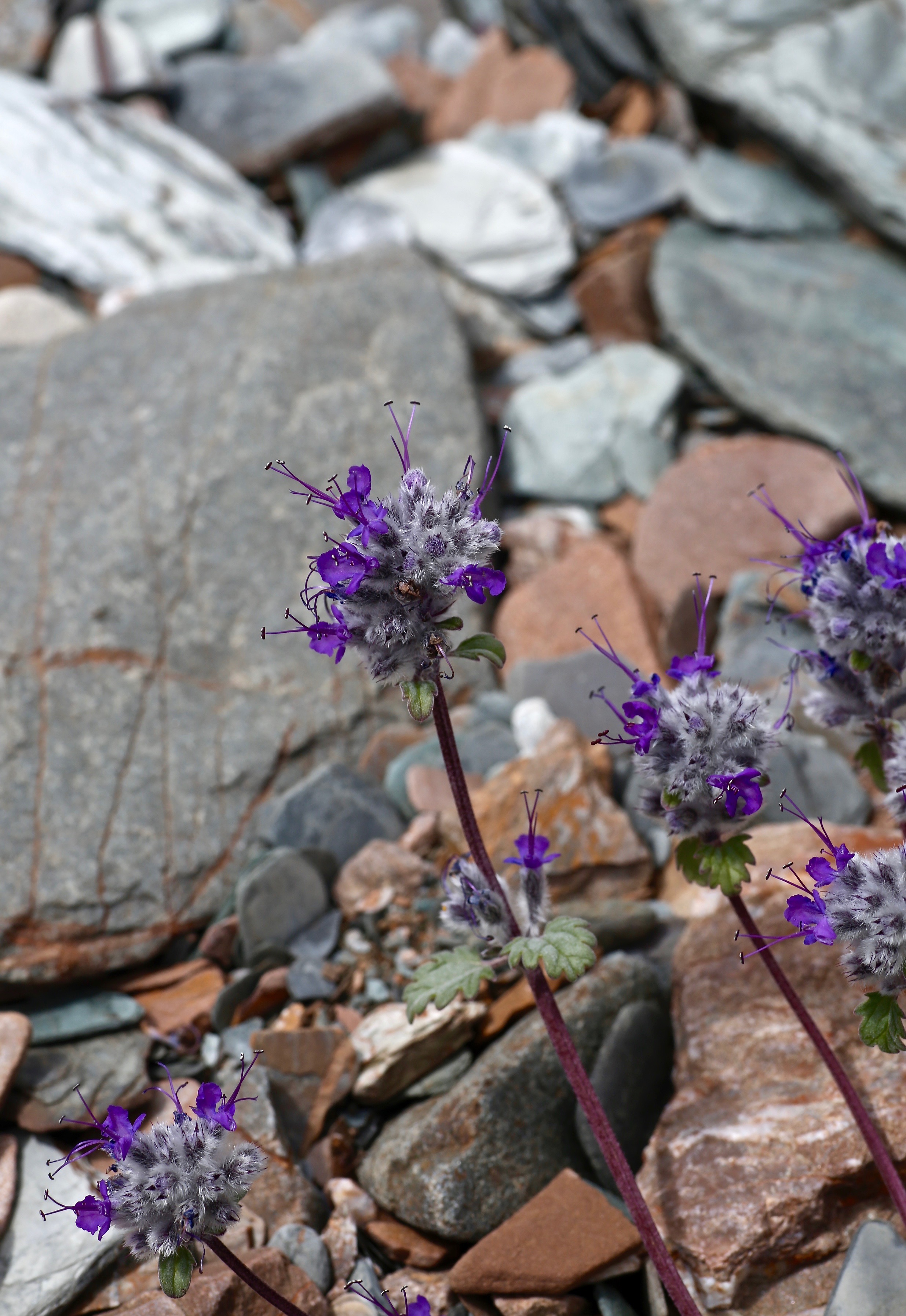
Соцветия

Многолетнее растение, 5—35 см высотой с деревянистым корнем, покрытым серой корой. Стебли многочисленные, поднимающиеся, нередко распростёртые, ветвистые, особенно сильно в нижней части, фиолетовые или зеленоватые, тупо четырёхгранные, со вдавленными гранями, в нижней части округлые, тонкие, у основания 1,5—2 мм толщины, коротко-прижато-пушистые; узлы утолщенные; междоузлия 4—10 см длиной. Листья мелкие, округло-яйцевидные, почти почковидные, у основания сердцевидные, на вершине притупленные, закругленные, по краю правильно вырезанно-крупногородчатые (по 4—7 зубцов с каждой стороны), зеленые, по краю нередко фиолетовые, сверху с вдавленными, снизу со слабо выдающимися жилками, коротко-прижато-пушистые, гуще с нижней стороны, а также усеянные масличными железками, черешковые, черешок длиннее пластинки или почти ей равен; пластинка 5—10 мм длины, 6—13 мм ширины; городки листьев от 1 до 2 мм длиной; прикорневые листья на более длинных черешках (до 50—60 мм), верхние стеблевые на более коротких, чем средние (3—5 мм); прицветные более мелкие, чем стеблевые, коротко-черешковые, на коротких черешках в 2—3 раза короче пластинки.
Цветки в многоцветковых полумутовках, собранных на концах стеблей и боковых ветвей в головчатые соцветия, расставленные на 1—2 см или колосовидно-сближенные. Прицветники значительно короче чашечки, наружные яйцевидные или округло-яйцевидные, клиновидно-оттянутые к основанию, с 2—3 остистыми зубцами, 4 мм длиной и 2,5 мм шириной, внутренние ланцетные, к основанию длинно-клиновидно-вытянутые в черешок, к вершине остисто-заостренные, 2,5—3 мм длиной и 0,5—0,7 мм шириной, рыхло-коротко-волосистые. Чашечка фиолетовая, реже зелёная, густо-войлочно-пушистая, 8 мм длины, на длинной ножке (2,5—3 мм), на ⅓ или несколько меньше разрезанная. Зубцы верхней губы треугольно-ланцетные, заостренно-оттянутые, остистые, с остью почти равной зубцу (зубец в среднем 1,5 мм длиной), зубцы нижней губы в 1½ раза уже, ланцетные, заостренные, такой же длины, но короче нижней губы приблизительно на 1 мм. Венчик 10—11 мм длиной, голубовато-фиолетовый, с заключенной трубкой, едва выдается из чашечки.
Верхняя губа почти прямая или отогнутая в противоположную сторону от нижней губы, несогнутая, двухлопастная; лопасти овальные, до 2 мм длиной, снаружи курчаво-бело-волосистые. Нижняя губа в 2½ раза длиннее верхней, трехлопастная, боковые лопасти мелкие, овально-вытянутые, 1,5—2 мм длиной, с нижней стороны курчаво-волосистые, к вершине округлые, средняя лопасть более широкая, в 2—3 раза шире боковых, вогнутая, снизу также опушена курчавыми, белыми волосками. Задние тычинки, расположенные в верхней губе, очень длинные, 20—22 мм, на ¾ своей длины выставляются из венчика, с плоскими, линейными нитями, шириной 0,3 мм, в нижней части покрытые рыхлыми, курчавыми волосками; пыльники фиолетовые, гнезда расходящиеся, голые; передние тычинки более короткие, 5 мм длиной, заключенные в верхней губе с тонкими, волосовидными нитями и в 2 раза меньшими пыльниками. Столбик, выставляющийся из венчика, короче задних тычинок, в нижней части с редкими, короткими волосками; рыльце двухлопастное, лопасти почти равные. Орешки вытянуто-продолговатые, буроватые.